# شاراوین گونگادورج
شاراوین گونگادورج (مغولی: Шаравын Гунгаадорж؛ زادهٔ ۲ مهٔ ۱۹۳۵) سیاستمدار، و دیپلمات اهل مغولستان است. وی از ۲۱ مارس ۱۹۹۰ تا ۱۱ سپتامبر ۱۹۹۰ نخست‌وزیر این کشور بود.